# Samuel Paiva
Samuel Paiva (Belém, 1985) é um atleta brasileiro de artes marciais.

## Títulos

### Internacionais
- Campeão Sul-Americano de Muay thai 2011 CBMTT
- Tri-campeão Internacional de Muay thai em 2008
- Campeão do Circuito de Muay thai (até 70 kg), Tailândia, 2006
- Campeão Mundial de Kung Fu em 2012

### Brasileiros
- Heptacampeão Brasileiro de Kung fu em 2000, 2002, 2004, 2005, 2007, 2008, 2009
- Campeão Brasileiro de Muay thai em 2011 pela CBMTT no Rio Grande do Sul[1]
- Campeão Brasileiro de Muay thai em 2007 pela CBMTT no Rio de Janeiro

### Norte–nordeste
- Tetra-campeão Norte–Nordeste de Kung fu
- Tri-campeão Norte–Nordeste de Muay thai

### Estaduais
- Nove vezes campeão paraense de Kung-Fu entre 1999 e 2010